# Mesocyclops rarus
Mesocyclops rarus – gatunek widłonoga z rodziny Cyclopidae. Nazwa naukowa tego gatunku skorupiaków została opublikowana w 1981 roku na podstawie prac niemieckiego zoologa Friedricha Kiefera.